# Бєльський Станіслав Олексійович
Станіслав Олексійович Бєльский (28 жовтня 1976, Дніпропетровськ) — український російськомовний поет, перекладач.

## Життєпис
Навчався на механіко-математичному факультеті Дніпропетровського державного університету, закінчив аспірантуру. Працює програмістом.
Дебютна поетична книга «Розсіяне світло» вийшла у 2008 році. В 2011-му виступає автором ідеї й одним з упорядників збірки «сучасної Придніпровської поезії» «Гімн очеретяних хлопчиків» до якої увійшло чотири автора із Дніпропетровська і чотири із Запоріжжя. Видання присвячене пам'яті двох письменників: Володимира Буряка та Влада Клена. Згідно оцінки Олега Коцарева і Віталія Жежери — ця книга увійшла до десяти найкращих видань 2011 року,. У своїй рецензії Олег Коцарев так відгукнувся про вірші Станіслава Бєльського:
У 2014 році у московському видавництві «АРГО-РИСК» вийшла друга сольна книга поета «Птахи існують». Чимало текстів Бєльського вийшло у періодиці (журналах та альманахах: «Воздух», «Дети Ра», «Зинзивер», «Волга», «День и ночь», «Стых», «Арион», «Нева», «©оюз Писателей», «Новая юность», «Новый мир») та інтернет-ресурсах. Також його авторству належать переклади російською мовою багатьох поетів: Галини Крук, Василя Махна, Остапа Сливинського, Олени Герасим'юк, Івана Малковича, Юлії Стахівської, Юрія Андруховича, Олега Коцарева, Христини Венгринюк, Андрія Хадановича, Олеся Барліга, Григорія Чубая, Юрія Завадського, Івана Непокори, Вано Крюґера, Андрія Бондара, Олени Гусейнової, Тараса Малковича, Сергія Жадана, Оксани Луцишиної, Андрія Любки, Назара Гончара, Богдани Матіяш, Віктора Неборака.
В 2018 українське видавництво «Крок» випустило збірку перекладів віршів Дмитра Кузьміна «Ковдри не передбачені», над якою, серед інших перекладачів, працював і Станіслав Бєльський.